# Russell Schoengarth
Russell Frances Schoengarth, auch als Russell F. Schoengarth geführt (* 28. Mai 1904 in Wakefield (Michigan), Vereinigte Staaten; † 30. März 1974 in Palm Desert, Kalifornien) war ein US-amerikanischer Filmeditor mit über vier Jahrzehnten Tätigkeit als Chefeditor beim Hollywoodfilm.

## Leben und Wirken
Schoengarth wuchs in Michigan und Minnesota auf und kam in den 1920er Jahren nach Los Angeles. Noch zu Stummfilmzeiten erhielt er in Hollywood eine Ausbildung im Bereich Filmschnitt und wirkte bis zum Aufkommen des Tonfilms als Schnittassistent. In seinen frühen Wirkungsjahren arbeitete Schoengarth primär für kleine Produktionsfirmen wie die Victor Halperin Productions, Crescent Pictures, Grand National und Monogram Pictures. Obwohl bereits in den frühen 1930er Jahren erstmals für die Universal Studios tätig, wurde diese Firma erst seit Jahresbeginn 1942 sein alleiniger Arbeitgeber, dem er gut ein Vierteljahrhundert lang die Treue halten sollte. Seine letzten Arbeitsjahre (1969 bis 1971) verbrachte Schoengarth beim Fernsehen.
Russell F. Schoengarths Spezialität waren zunächst „harte Männerstoffe“ wie Horrorfilme (Der Werwolf von London, The Climax, Draculas Haus), zahlreiche Billigwestern (darunter Terror Trail und Rustler‘s Roundup mit Tom Mix), Gangster- und Gefängnisfilme (I am a Criminal, Gang Bullets, Gangster‘s Boy, Aufstand im Zuchthaus) sowie mehrere Detektivfilme um die Seriencharaktere Mr. Wong und Sherlock Holmes. Nach dem Zweiten Weltkrieg kamen etwas höherklassige Produktionen hinzu, darunter in den 1950er Jahren einige Filmklassiker, die James Stewart mit Anthony Mann drehte (Meuterei am Schlangenfluß, Die Todesbucht von Louisiana, Die Glenn Miller Story, Über den Todespaß) und eine Fülle von Melodramen des deutschstämmigen Regisseurs Douglas Sirk (Mystery Submarine, Spielschulden, Ein Wochenende mit Papa, Hat jemand meine Braut gesehen?, In den Wind geschrieben, Der letzte Akkord, Der Engel mit den blutigen Flügeln, Duell in den Wolken).
In den 1960er Jahren besorgte Russell Schoengarth vor allem den Schnitt bei einigen konventionellen Komödien, Abenteuerfilmen, erneut Western und eine Handvoll Kriegsfilmen wie zuletzt In Enemy Country. Schoengarths letzte Arbeit für das Kino wurde 1972 der Job eines Produktionsleiters bei dem bescheidenen Horrorstreifen The Boy Who Cried Werewolf. Kurz darauf starb Russell Frances Schoengarth in seinem Haus in Palm Desert. Schoengarth hatte mit seiner Ehefrau Mary drei gemeinsame Kinder.

## Filmografie
- 1929: Party Girl
- 1931: The Hot Spot
- 1932: The Promoter
- 1933: Terror Trail
- 1933: The Rustler‘s Roundup
- 1934: Des Sträflings Lösegeld (Great Expectations) (Schnittassistenz)
- 1935: Der Werwolf von London (The Werewolf of London)
- 1936: Irene und der Kammerdiener (My Man Godfrey)
- 1936: Great Guy
- 1937: Gunsmoke Ranch
- 1937: Blazing Barriers
- 1937: Telephone Operator
- 1938: Saleslady
- 1938: Tough Kids
- 1938: Mr. Wong, Detective
- 1938: Gang Bullets
- 1939: Navy Secrets
- 1939: Streets of New York
- 1939: Boy’s Reformatory
- 1939: Irish Luck
- 1939: Aufstand im Zuchthaus (Mutiny in the Big House)
- 1940: Hidden Enemy
- 1940: Midnight Limited
- 1940: Tomboy
- 1940: Haunted House
- 1942: Lady in a Jam
- 1942: Die Stimme des Terrors (Sherlock Holmes and the Voice of Terror)
- 1942: Moonlight in Havana
- 1943: Der Fluch der Tempelgötter (White Savage)
- 1943: Phantom der Oper (Phantom of the Opera)
- 1944: The Climax
- 1944: Zigeuner-Wildkatze (Gypsy Wildcat)
- 1944: Ali Baba und die vierzig Räuber (Ali Baba and the Forty Thieves)
- 1945: Draculas Haus (House of Dracula)
- 1945: Strange Confession
- 1945: Penthouse Rhythm
- 1946: Danger Woman
- 1946: Little Miss Big
- 1947: Das Ei und ich (The Egg and I)
- 1947: Die Piraten von Monterey (Pirates of Monterey)
- 1947: Das Netz (The Web)
- 1948: Die schwarze Maske (Black Bart)
- 1948: Auf Leben und Tod (The Fighting O’Flynn)
- 1949: Take One False Step
- 1949: Die schwarzen Teufel von Bagdad (Bagdad)
- 1950: The Milkman
- 1950: Mystery Submarine
- 1950: Geheimpolizist Christine Miller (Undercover Girl)
- 1951: Spielschulden (The Lady Pays Off)
- 1951: Ein Wochenende mit Papa (Week-End with Father)
- 1951: Ausgezählt (Iron Man)
- 1951: Sieg über das Dunkel (Bright Victory)
- 1952: Hat jemand meine Braut gesehen? (Has Anybody Seen My Gal)
- 1952: Meuterei am Schlangenfluß (Bend of the River)
- 1952: Schüsse in New Mexico (The Duel at Silver Creek)
- 1952: Das schwarze Schloß (The Black Castle)
- 1953: Abbott und Costello gegen Dr. Jekyll und Mr. Hyde (Abbott and Costello Meet Dr. Jekyll and Mr. Hyde)
- 1953: Die Todesbucht von Louisiana (Thunder Bay)
- 1953: Der letzte Rebell (Wings of the Hawk)
- 1954: Die Glenn Miller Story (The Glenn Miller Story)
- 1954: Über den Todespaß (The Far Country)
- 1955: Das Haus am Strand (Female on the Beach)
- 1955: Seine letzte Chance (Six Bridges to Cross)
- 1955: Abbott und Costello als Mumienräuber (Abbott and Costello Meet the Mummy)
- 1955: Vom Teufel verführt (The Rawhide Years)
- 1956: Die Benny Goodman Story (The Benny Goodman Story)
- 1956: In den Wind geschrieben (Written on the Wind)
- 1956: Der letzte Akkord (Interlude)
- 1957: Der Engel mit den blutigen Flügeln (Battle Hymn)
- 1957: Duell in den Wolken (The Tarnished Angels)
- 1957: Drei Schritte vor der Hölle (Slaughter on Tenth Avenue)
- 1958: Sturm über Eden (Raw Wind in Eden)
- 1958–59: Peter Gunn (Fernsehserie, 19 Folgen)
- 1959–60: Mr. Lucky (Fernsehserie, 34 Folgen)
- 1960: Mitternachtsspitzen (Midnight Lace)
- 1960: Happy End im September (Come September)
- 1961: Am schwarzen Fluß (The Spiral Road)
- 1962: Der Kommodore (A Gathering of Eagles)
- 1964: Die letzte Kugel trifft (Bullet for a Badman)
- 1964: Das Mädchen mit der Peitsche (Kitten with a Whip)
- 1964: Fluffy
- 1965: Ein Appartement für drei (A Very Special Favor)
- 1965: Der Colt ist das Gesetz (Gunpoint)
- 1966: Drei Fremdenlegionäre (Beau Geste)
- 1966: Rancho River (The Rare Breed)
- 1966: Sturm auf Höhe 404 (The Young Warriors)
- 1967: Der Pirat des Königs (The King‘s Pirate)
- 1968: In Enemy Country
- 1969: Das Gold der Madonna (The Desperate Mission) (Fernsehfilm)
- 1971: Pulverfaß (Powderkeg) (Fernsehfilm)

## Einzelnachweis
1. ↑  Schoengarth auf ancestry.com